# Прапор Нижньої Саксонії
Нижньої Саксонії являє собою Саксонського коня в Іспанcькому щиті, який зображений на прапорі Німеччини, і був затверджений у 1951 році. Раніше земля називалась Ганноверське королівство і на їх прапорі був зображений той самий кінь, але на жовто-білому стягу.

## Історія
Прапор Нижньої Саксонії був введений 1 травня 1951 року і став офіційним 13 жовтня 1952 року.  Після Другої світової війни нейтральний прапор був потрібний для землі Нижня Саксонія, яка складалася з колишніх окремих утворень Ганновер, Брауншвейг, Ольденбург і Шаумбург-Ліппе.

Прапор Ганновера
Прапор Браншвейга
Прапор Ольденбург
Прапор Шаумбург-Ліппе

До офіційного прийняття нинішнього прапора Нижньої Саксонії на офіційних заходах використовувалися колишні державні прапори відповідних регіонів. Паралельно розвивався дизайн із використанням вельфського ганноверського прапора з горизонтальними жовто-білими смугами і гербом посередині. Однак неганноверські частини держави відхилили цей проєкт. Сьогодні колишні національні прапори Ганновера, Брауншвейгу, Ольденбурга та Шаумбурга-Ліппе можна побачити лише на історичних чи фольклорних заходах, таких як фестивалі.

Ганноверське королівство (1837–1866)
Ганновер (провінція) (1868–1946)
Земля Ганновер (1946)